# Episemasia solitaria
Episemasia solitaria là một loài bướm đêm trong họ Geometridae.